# Graham Parker
Graham Parker (Londen, 18 november 1950) is een Britse singer-songwriter en muzikant.

## Carrière
Alhoewel Graham Parker al als jeugdige droomde van een carrière als rockmuzikant, moest hij zich na het behalen van zijn schooldiploma boven water houden met baantjes als pompbediende, vrachtwagenchauffeur en arbeider in een rubberfabriek. Vanaf 1970 speelde hij in verschillende niet-succesvolle bands, die toerden van Spanje tot Marokko. 
In 1975 keerde Parker terug naar Londen, waar Dave Robinson, de baas van Stiff Records, hem de kans bood om enkele demo's op te nemen. Bovendien stelde Robinson Parker voor aan de pas opgerichte band The Rumour, die was samengesteld uit Brinsley Schwarz (gitaar), Martin Belmont (gitaar), Andrew Bodnar (basgitaar), Bob Andrews (keyboards) en Stephen Goulding (drums). Ze zouden voortaan Parkers begeleidingsband vormen voor de komende vijf jaren als Graham Parker & the Rumour. Ze speelden een sobere en gitaarbetoonde bluesrock, die zich gelijktijdig sterk vermengde met soul en r&b. In het bijzonder Parkers ruwe stem verleende de songs hun heel bijzondere intensiteit. Deze muziek etaleerde vooral op het podium haar bijzondere uitwerking, zodat de band zich spoedig ontwikkelde tot een van de populairste live-bands in het Verenigd Koninkrijk.
In 1976 verscheen Parkers eerste lp Howlin' Wind, die werd geproduceerd door Nick Lowe. Het album schokte zowel door de geroutineerde en toch losse speelwijze van The Rumour als door Parkers opwekkende songs. Zo rekende hij in Don't Ask Me Questions af met de kerk, terwijl hij in Back to Schooldays de Britse maatschappij en hun leersysteem bekritiseerde. Pijn, bitterheid en angst trokken als een rode draad door de songs van de band. Howlin' Wind en het navolgende album Heat Treatment (1976) werden ondanks lof en erkenning door de critici commerciële miskleunen. 
Pas de ep The Pink Parker (1977) leverde de band hun eerste hitsucces op. Op de weer door Nick Lowe geproduceerde lp Stick to Me (1977) verraste de band met royale arrangementen en brachten ze sterke reggae-elementen in hun muziek. 
In 1979 verscheen het album Squeezing Out Sparks, dat goed verkocht en door de critici als Parkers tot dan toe beste werk werd uitgeroepen. Ook het live-dubbelalbum Parkerilla (1978) en de lp The Up Escalator (1980) kwamen goed aan bij het publiek. Laatstgenoemde zou Parkers laatste samenwerking worden met zijn langjarige begeleidingsband The Rumour, waarvan hij in augustus 1980 afscheid nam.

### De jaren 80 tot heden
Begin jaren 1980 vestigde Parker zich in New York, waar hij het album Another Grey Area (1982) opnam, waarvoor hij echter voor de eerste keer slechte kritieken kreeg. Met The Real Macaw kon hij zich een jaar later bij de vakpers weer rehabiliteren. Op dit moment echter was Parkers commerciële afgang tot lieveling van de critici begonnen. Steady Nerves (1985) en Mona Lisa's Sister (1988) werden zijn laatste platen, die zich konden plaatsen in de lp-hitlijst. 
Parker raakte zijn platencontract kwijt en moest zijn veelgeroemde albums, waaronder het zacht folkige 12 Haunted Episodes (1995) bij kleinere labels uitbrengen. Zijn teleurstelling daarover verkondigde hij in 1996 op het album Acid Bubblegum met de song Sharpening Axes, waarop hij de regel De menigte interesseert zich niet voor mij en ik interesseer me niet voor de menigte zong. In 2007 verscheen de cd Don't Tell Columbus en in maart 2010 werd Imaginary Television uitgebracht. 
In de film This is 40 (2012) had Parker een gastoptreden. Paul Rudd speelt in deze film de eigenaar van een platenlabel, dat kort voor een faillissement staat en zijn laatste hoop zet op Graham Parker.

## Discografie

### Albums
- 1976: Howlin' Wind
- 1976: Heat Treatment
- 1977: Stick To Me
- 1978: Parkerilla
- 1979: Squeezing Out Sparks
- 1980: The Up Escalator
- 1982: Another Grey Area
- 1983: The Real Macaw
- 1985: Steady Nerves
- 1988: Mona Lisa's Sister
- 1989: Live! Alone In America
- 1989: Human Soul
- 1991: Struck By Lightning
- 1992: Burning Questions
- 1993: Live Alone! Discovering Japan
- 1995: 12 Haunted Episodes
- 1996: Acid Bubblegum
- 1997: The Last Rock 'n Roll Tour
- 2001: Deepcut To Nowhere
- 2003: Blue Highway
- ????: From The Front Row Live
- 2004: Your Country
- 2005: Songs Of No Consequence
- 2005: The Live Vandelay
- 2005: Yer Cowboy Boot
- 2007: Don't Tell Columbus
- 2008: The Vertigo Singles Collection
- 2010: Imaginary Television
- 2012: Three Chords Good
- 2012: Live at Rockpalast
- 2016: 5 Classic Albums
- ????: These Dreams Will Never Sleep: The Best of Graham Parker 1976-2015

### Dvd's
- ????: Graham Parker Live
- 2005: Graham Parker at Rockpalast

- Biblioteca Nacional de España: XX913329
- Bibliothèque nationale de France: cb13898249n (data)
- Gemeinsame Normdatei: 134480163
- International Standard Name Identifier: 0000 0000 7360 4746
- Library of Congress Control Number: n92003026
- MusicBrainz: f9227504-4fa5-44ee-b205-5301a1f86936
- SNAC: w6p98qmx
- Système universitaire de documentation: 080142729
- Virtual International Authority File: 71578975
- WorldCat: E39PBJbRk6vjFpwHxgHKp4KTpP